# Lago di Fiastra
Il lago di Fiastra è un lago artificiale delle Marche.

## Storia e descrizione
I lavori per la realizzazione dell'invaso sono iniziati nel 1949 allo scopo di fornire energia elettrica nella Vallata del Fiastrone ed è situato a Fiastra nella provincia di Macerata nelle Marche. La sua superficie è di 2 km². Il lago è situato all'interno del Parco Nazionale dei Monti Sibillini ed è alimentato dalle acque del fiume Fiastrone e piccoli affluenti minori che creano angoli suggestivi. Il lago è molto famoso per eventi importanti come il "Triathlon dei Monti Sibillini" o numerose gare di pesca sportiva. Le sue acque sono particolarmente limpide e non inquinate. Le rive sul lato sinistro della diga sono molto ripide, mentre il lato destro è costeggiato da una pista ciclabile da cui si può facilmente accedere al lago. Vicino al lago, proseguendo su una stradina sterrata che inizia dalla diga del lago, si possono raggiungere le Lame Rosse.

## Dati dello sbarramento
- Tipologia: diga arco-gravità, mediamente arcuata in pianta, simmetrica e con notevole strapiombo verso valle
- Anno di inizio lavori: 1949
- Anno di fine lavori: 1954
- Altezza sul punto più depresso delle fondazioni: 87 m
- Altezza sul piano dell'alveo: 81,50 m
- Sviluppo del coronamento: 254 m
- Volume del calcestruzzo: 158 000 m³